# Bór (Petite-Pologne)
Pour les articles homonymes, voir Bór.
Bór (prononciation : [bur]) est une localité polonaise de la gmina de Szaflary et du powiat de Nowy Targ en voïvodie de Petite-Pologne.